# Jason Bright
Jason Bright, född den 7 mars 1973 i Moe, Australien, är en australisk racerförare.

## Racingkarriär
Bright fick sitt genombrott när han 1994 blev trea i australiska formel Ford, och sedan vann han serien 1995. Året därpå körde han i formel Holden där han blev tvåa 1996, och vann msterskapet 1997. Samma år gjorde Bright debut i ATCC, där han 1998 slutade på en niondeplats, då han också vann den nationella klassen i Bathurst 1000 km. 1999 slutade Bright åtta i serien, men 2000 satsade han på Indy Lights. Han slutade på en sjätte plats totalt, och gjorde även sin debut i CART samma år. 2001 återvände Bright hem och blev trea i V8-serien för Holden Racing Team. Varken då eller 2002 klarade han av att slå stallkamraten Mark Skaife i totaltställningen, men Bright blev fyra 2002, vilket han även blev för Weel Racing 2003. 2004 slutade han trea i serien för samma team, innan en flytt till Ford Performance Racing blev misslyckad, och startade en utförsbacke i karriären, även om han blev nia 2005, och femma 2006. 2007 och 2008 misslyckades Bright fullständigt, och slutade inte ens i topp-femton under något av dessa år.